# Edukacja nieformalna
Edukacja nieformalna („nauka poprzez praktykę”) – trwający przez całe życie proces kształtowania się postaw, wartości, umiejętności i wiedzy na podstawie różnych doświadczeń oraz wpływu edukacyjnego otoczenia (rodziny, znajomych, środowiska pracy, zabaw, rynku) oraz oddziaływania mass mediów.
Wzrost znaczenia edukacji nieformalnej wynika bezpośrednio z rozwoju cywilizacyjnego i technologicznego świata. Ponieważ dzięki komputerom i nowoczesnym środkom komunikacji świat bardzo szybko się zmienia, konieczne jest uzupełnianie wiedzy na temat dokonujących się wokół nas zjawisk. Poprzez różnego rodzaju formy edukacji nieformalnej najszybciej jesteśmy w stanie tę brakującą wiedzę uzupełnić.
Zaletą edukacji nieformalnej jest to, że zazwyczaj nie narzuca sztywnych ram procesu uczenia się (choć też jest to możliwe, w sytuacji wkomponowania w działanie kursów i szkoleń). Bardzo często edukacja nieformalna łączy się z zabawą lub rozrywką, co najlepiej widoczne jest w programach Edutainment. W ten sposób edukacja jest nie tylko pożyteczna, ale i przyjemniejsza dla uczącego się.

## Edukacja nieformalna w Unii Europejskiej
W Unii Europejskiej realizowane są obecnie dwa wielkie programy, które dotyczą edukacji nieformalnej: Program „Młodzież w działaniu” oraz Program „Uczenie się przez całe życie”, które kształtują tzw. europejską przestrzeń edukacyjną.
Celem tego pierwszego jest wspieranie działań podejmowanych przez młodych ludzi w czasie wolnym od nauki, czyli dokładnie edukacji nieformalnej. Program adresowany jest do ludzi w wieku 13–30 lat oraz pracowników organizacji młodzieżowych.
Z kolei celem drugiego programu jest wspieranie realizacji różnorodnych działań edukacyjnych, rozszerzanie współpracy europejskiej i wymiany w dziedzinie edukacji. Program zawiera kilka komponentów i obejmuje różne grupy osób uczących się przez całe życie – od przedszkoli po uniwersytety trzeciego wieku.
Termin edukacja nieformalna będzie pojawiać się coraz częściej. Polska Strategia Dla Młodzieży przyjęta przez Radę Ministrów w dniu 19 sierpnia 2003 r. podkreśla wagę edukacji nieformalnej w wyrównywaniu szans. Komisja Europejska i Rada Europy pracują nad rozwiązaniami mającymi zwiększyć uznawalność doświadczeń zdobytych w trakcie edukacji nieformalnej. Również Ministerstwo Edukacji Narodowej przeznacza znaczące środki finansowe na wspieranie edukacji nieformalnej w czasie pozalekcyjnym.